# Paix et témoignage social quaker
Paix et témoignage social quaker (anglais : Quaker Peace and Social Witness), abrégé QPSW, est un comité de l'Assemblée annuelle quaker de Grande-Bretagne (en), anciennement connue sous les noms de Conseil de service des Amis britanniques (British Friends Service Council) puis Paix et service quakers (Quaker Peace and Service ; QPS), est une organisation dépendant de la branche britannique de la Société religieuse des Amis.
Basée en Grande-Bretagne, elle a pour objectif selon les témoignages quakers de promouvoir l'égalité, la justice, la paix, la simplicité de vie et la vérité.
Elle a obtenu en 1947, avec le American Friends Service Committee (également lié aux quakers), le prix Nobel de la paix pour ses actions envers les civils victimes de la Seconde Guerre mondiale.